# Herb województwa płockiego
Herb województwa płockiego przedstawiał czarnego orła bez korony w czerwonym polu ze złotą literą P na piersiach. Herbem województwa w Królestwie Polskim była tarcza dwudzielna w słup. Po jednej stronie był herb województwa płockiego w I Rzeczypospolitej, z taką różnicą, że orzeł na piersiach trzymał czerwoną tarczę o owalnym kształcie na której była złota litera P. Po drugiej herb ziemi dobrzyńskiej, który przedstawiał w polu czerwonym  głowa króla o włosach, brodzie i wąsach siwych, w koronie, z której wyrastają rogi bawole czarne, z kołnierzem złotym w kształcie korony na opak.

Herb województwa płockiego w I Rzeczypospolitej
Herb województwa płockiego w Królestwie Kongresowym